# Yanguas de Eresma
Yanguas de Eresma – gmina w Hiszpanii, w prowincji Segowia, w Kastylii i León, o powierzchni 24,28 km². W 2011 roku gmina liczyła 159 mieszkańców.